# 笠松町役場
笠松町役場（かさまつちょうやくば）は、地方公共団体である岐阜県羽島郡笠松町の組織が入る施設。

## 概要
現在の庁舎は4代目であり、1968年（昭和43年）完成。笠松町発足時の庁舎は県町にあり、1906年（明治39年）に現在地に移転（2代目庁舎）。1929年（昭和4年）に3代目庁舎（木造2階建）が完成。
笠松町の行政組織のうち、健康介護課は福祉健康センター、教育文化課は中央公民館に設置されている。
まちの駅に登録されており、まちの駅としての名称は「なんでもすぐやる情報交流の駅」である。

## 業務時間
月曜日から金曜日の8時30分から17時15分（土曜日・日曜日・祝日・年末年始を除く）

## 業務内容・施設概要
4階
- 議場
- 議会事務局
- 大会議室
- 第5会議室
- 第6会議室

3階
- 建設課
- 水道課
- 監査員室
- 特別会議室
- 小会議室
- 第2会議室
- 第3会議室

2階
- 総務課
- 企画課
- 環境経済課
- 福祉子ども課
- 第1会議室

1階
- 税務課
- 住民課
- 会計課
- 福祉子ども課
- 健康介護課
- 宿直室

## 支所
下羽栗支所
- 笠松町中野229番地（総合交流センターに併設）

松枝支所
- 笠松町長池292番地（松枝交流センターに併設）

## 交通アクセス
- 名鉄竹鼻線「西笠松駅」下車、徒歩で約7分。
- 笠松町公共施設巡回町民バス「役場前」バス停より徒歩ですぐ。

## 周辺施設
- 西笠松駅
- 笠松町歴史未来館
- 笠松町立笠松小学校
- 十六銀行笠松支店
- 真宗大谷派笠松別院
- 笠松陣屋跡
- 産霊神社
- 八幡神社